# Theridion tahitiae
Theridion tahitiae là một loài nhện trong họ Theridiidae.
Loài này thuộc chi Theridion. Theridion tahitiae được Lucien Berland miêu tả năm 1934.